# Apple Watch Series 6
Apple Watch Series 6是蘋果公司推出的第六代Apple Watch智慧手錶，在2020年9月16日线上Apple Special Event发布，同时发布的还有Apple Watch SE。主要新增了血氧饱和度传感器，可以检测血氧濃度的变化, 並新增了(PRODUCT)RED與藍色兩個新的顏色選擇。